# Crashing
Crashing és una sèrie de comèdia nord-americana de 8 episodis d'uns 30 minuts de Judd Apatow, Chris Kelly, Ryan McFaul, Jeff Schaffer.

## Sinopsi
Crashing segueix a un monologuista que descobreix que la seva dona li és infidel, el que el porta a reiniciar una nova vida i replantejar-se la forma en què ha viscut fins aquell moment, enmig del món de la comèdia de la ciutat de Nova York.
Font: Filmaffinity

## Repartiment
- Pete Holmes com Pete
- Lauren Lapkus com Jess
- Artie Lang com ell mateix

Font: Sensacine

## Capítols primera temporada
1. Artie Lange
2. La carretera
3. Venda de jardins
4. Bordant
5. Pares
6. Escalfament
7. Julie
8. El baptisme

Font: Sensacine

## Altra informació
Any:2017
Durada mitjana per capítol: 30 minuts
Temporades: 1
País: Estats Units
Direcció: Judd Apatow, Chris Kelly, Ryan McFaul, Jeff Schaffer
Guió: Jamie Lee, Pete Holmes, Judd Apatow
Música: Lyle Workman
Fotografia: Matthew J. Lloyd
Font: Filmaffinity

## Crítiques
"Encara que acaba sent una experiència totalment agradable, 'Crashing' mai pren cap risc (...) És un còmic amb molt talent, però encallat en una història que no destaca." - Ben Travers: Indiewire 
"Resulta bastant agradable, amb estrelles convidades que et fan gaudir, però arriba massa tard en l'evolució d'aquest gènere per causar una forta impressió." Neil Genzlinger: The New York Times
" 'Crashing' pot ser que resulti una mica lleugera, però això no és necessàriament una cosa dolenta: sap el que busca la major part del temps, compleix les seves modestes ambicions de manera divertida i entretinguda". - Maureen Ryan: Variety
"Encara que les seves primers episodis encara estan intentant solucionar alguns problemes, és prou atractiva com per pertànyer a la categoria de sèries ben fetes." - Jen Chaney: Vulture
"Una sitcom genial i agradable que encaixa amb la personalitat genial i agradable del seu protagonista." - Brian Tallerico: rogerebert.com